# Alfred Bochert
Alfred Max Bochert (* 19. Juni 1887 in Schmiedefeld am Rennsteig; † 8. Januar 1975 in Pößneck) war ein deutscher Politiker (USPD, KPD, später SED).

## Leben und Beruf
Bochert, Sohn eines Geigenbauers, absolvierte nach dem Besuch der Volksschule eine Schneiderlehre, die er mit der Gesellenprüfung abschloss. Er bestand die Meisterprüfung im Schneiderhandwerk und war seit 1911 als selbständiger Schneidermeister tätig. Von 1914 bis 1918 nahm er als Soldat am Ersten Weltkrieg teil. Von 1919 bis 1921 war er als Schneidermeister in Pößneck tätig.

## Politik
Bochert schloss sich 1910 der Sozialdemokratischen Partei Deutschlands (SPD) an und war vor dem Ersten Weltkrieg SPD-Funktionär. Aus Protest gegen die Burgfriedenspolitik trat er 1917 zu den Unabhängigen Sozialdemokraten (USPD) über, für die er von 1919 bis 1920 dem Landtag des Freistaates Sachsen-Meiningen angehörte.
Nach der Bildung des Landes Thüringen wechselte Bochert im Dezember 1920 zur Vereinigten Kommunistischen Partei Deutschlands (VKPD) und wurde ein Jahr später Mitglied der Kommunistischen Partei Deutschlands (KPD). Er war seit 1921 Vorsitzender der KPD Pößneck und von 1921 bis 1923 Mitglied des KPD-Zentralausschusses. 1921 wurde er in den Kreistag des Landkreises Saalfeld gewählt und seit 1924 war er Beigeordneter der Stadt Pößneck. Von 1928 bis 1930 amtierte er als Bürgermeister der Gemeinde Katzhütte. Außerdem war er von 1921 bis 1927 Abgeordneter des Thüringer Landtages. Im August 1944 wurde er verhaftet und bis April 1945 im KZ Buchenwald inhaftiert.
Nach dem Zweiten Weltkrieg betätigte sich Bochert wieder in der Politik, schloss sich erneut den Kommunisten an und amtierte von 1945 bis 1949 als Bürgermeister der Stadt Pößneck. Im Zuge der Zwangsvereinigung von KPD und SPD wurde er 1946 Mitglied der Sozialistischen Einheitspartei Deutschlands (SED). Von 1947 bis 1949 war Bochert Mitglied des Thüringer Landtages und von 1948 bis 1950 Landrat des Kreises Saalfeld. Als Parteiveteran wurde er 1959 mit dem Vaterländischen Verdienstorden in Silber ausgezeichnet.